# Unione Sportiva Imperia 1982-1983
Questa voce raccoglie le informazioni riguardanti l'Unione Sportiva Imperia nelle competizioni ufficiali della stagione 1982-1983.

## Rosa
| N. |                   | Ruolo | Calciatore           |
| -- | ----------------- | ----- | -------------------- |
|    | Italia (bandiera) | C     | Luigi Azzi           |
|    | Italia (bandiera) | P     | Pierantonio Bosaglia |
|    | Italia (bandiera) | A     | Norberto Cappellari  |
|    | Italia (bandiera) | C     | Francesco Conti      |
|    | Italia (bandiera) | C     | Patrizio Durante     |
|    | Italia (bandiera) | C     | Antonio Fontanesi    |
|    | Italia (bandiera) | C     | Stefano Martinelli   |
|    | Italia (bandiera) | C     | Stefano Noferi       |
|    | Italia (bandiera) | D     | Luca Oddone          |

| N. |                   | Ruolo | Calciatore         |
| -- | ----------------- | ----- | ------------------ |
|    | Italia (bandiera) | D     | Claudio Olivieri   |
|    | Italia (bandiera) | C     | Antonio Onofri     |
|    | Italia (bandiera) | A     | Stefano Paraluppi  |
|    | Italia (bandiera) | A     | Mario Salari       |
|    | Italia (bandiera) | D     | Roberto Santini    |
|    | Italia (bandiera) | D     | Giovanni Schiesaro |
|    | Italia (bandiera) | D     | Fulvio Simonelli   |
|    | Italia (bandiera) | D     | Giuseppe Strumia   |
|    | Italia (bandiera) | C     | Maurizio Valtorta  |